# Dentitruncus truttae
Dentitruncus truttae är en hakmaskart som beskrevs av Sinzar 1955. Dentitruncus truttae ingår i släktet Dentitruncus och familjen Illiosentidae. Inga underarter finns listade i Catalogue of Life.